# اختبار الحمض النووي

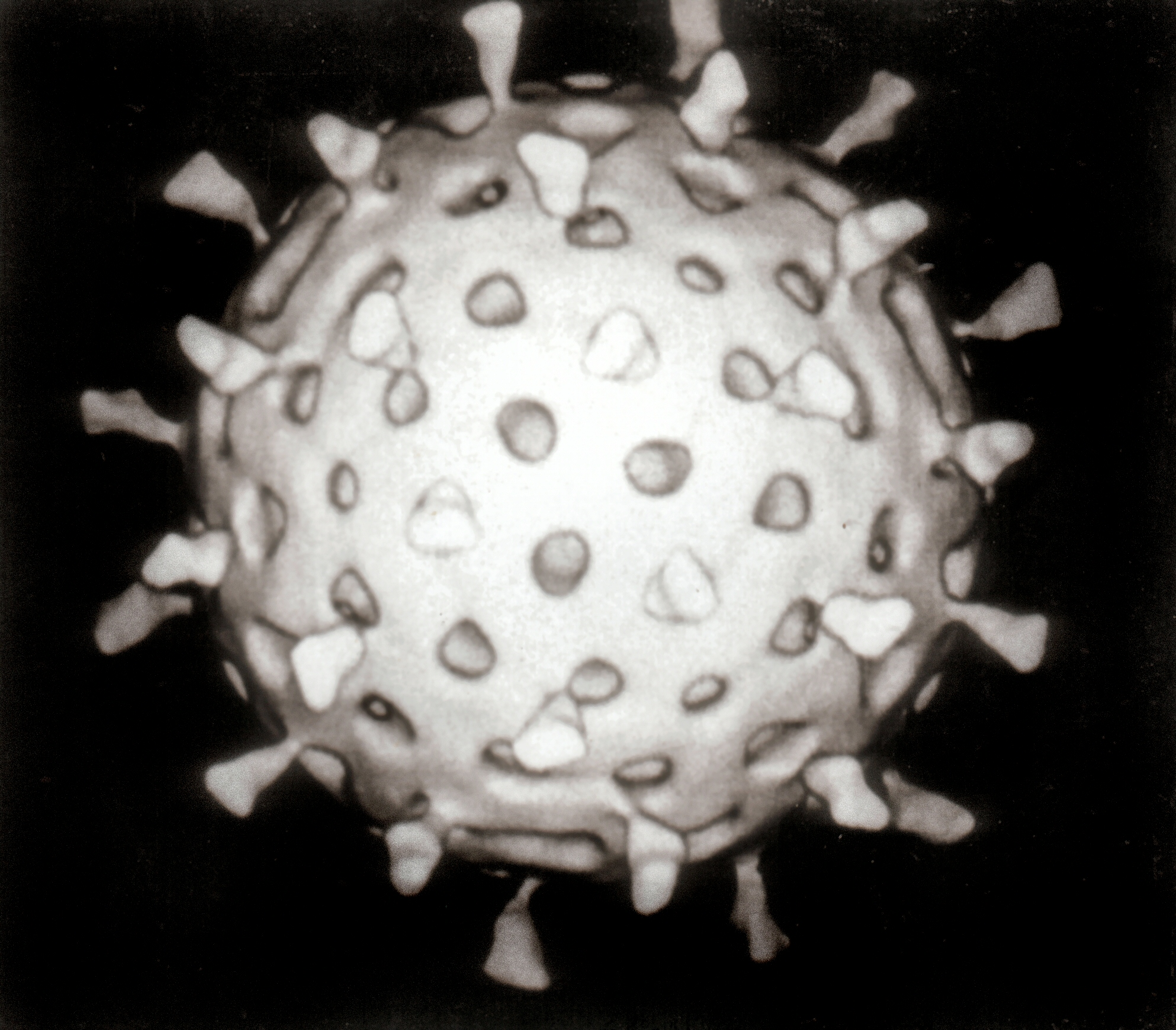

اختبار الحمض النووي (بالإنجليزية: Nucleic acid test)‏ (مختصره NAT) أو كما يسمى أيضا اختبار تضخيم الحمض النووي (بالإنجليزية: Nucleic acid amplification test)‏ (مختصره NAAT) هو تقنية جزيئية تستخدم للكشف عن فيروس أو جرثومة.
طورت هذه الاختبارات لتقليص فترة النافذة، وهي الفترة بين إصابة المريض بالعدوى وظهور نتائج إيجابية بمفحص الأجسام المضادة.

## التاريخ
منحت إدارة الغذاء والدواء الترخيص لأول اختبار حمض نووي عام 1999.

## الأنواع
يضم اختبار الحمض النووي أنواعا مختلفة، منها:
- تفاعل البوليميراز المتسلسل (PCR)، ومن أمثلته:
  - تفاعل البوليمراز المتسلسل للنسخ العكسي (RT-PCR)، والذي يستخدم للكشف عن فيروس العوز المناعي البشري وفيروسات الحمض النووي الريبوزي الأخرى.
- تضخيم متواسط بالنسخ، يشبه تفاعل البوليميراز المتسلسل لكنه يختلف في بعض الأسس.
- فحص الحمض النووي المتفرع
- تضخيم مؤسس على تسلسل الحمض النووي (NASBA)
- تضخيم قائم على الهيليكاز (HDA)